# Enhanced Mitigation Experience Toolkit
Enhanced Mitigation Experience Toolkit (EMET) este un utilitar gratuit care ajută la prevenirea vulnerabilităților corupției de memorie ale software de a fi exploatate cu succes pentru executarea de cod.
EMET este dedicat administratorilor de sistem și rulează pe Windows 10, Windows 7, Windows 8.1, Windows Server 2008, Windows Server 2012, Windows Server 2012 R2 sau Windows Vista, cu Microsoft .NET framework 4.5 instalat. Pe Windows XP pot fi folosite variante mai vechi, dar acestea nu au o parte din capabilitățile variantelor mai noi.

## Legături externe
- Site web oficial